# Sinoxylon pugnax
Sinoxylon pugnax är en skalbaggsart som beskrevs av Pierre Lesne 1904. Sinoxylon pugnax ingår i släktet Sinoxylon och familjen kapuschongbaggar. Inga underarter finns listade i Catalogue of Life.

## Bildgalleri

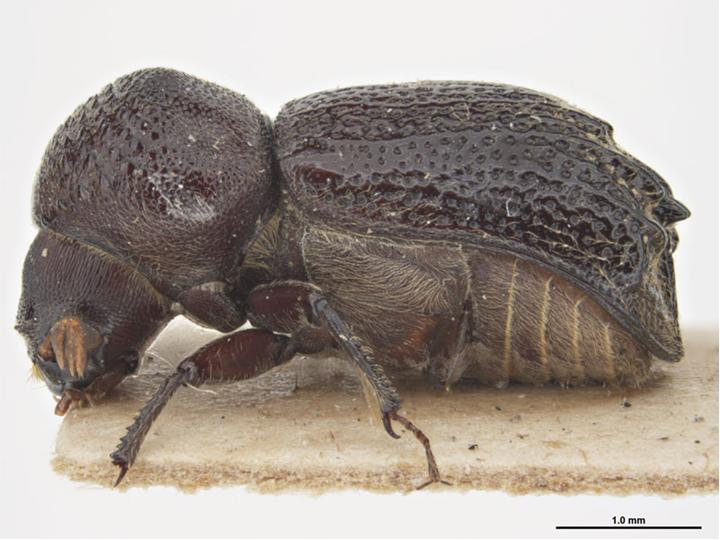